# Sunday Wilshin
Sunday Wilshin (26 de maio de 1905 – 19 de março de 1991) foi uma atriz britânica. Ela nasceu em Londres como Mary Aline Wilshin.

## Filmografia selecionada
- The Green Caravan (1922)
- Pages of Life (1922)
- Hutch Stirs 'em Up (1923)
- Champagne (1928)
- An Obvious Situation (1930)
- The Chance of a Night Time (1931)
- Michael and Mary (1931)
- Nine Till Six (1932)
- The Love Contract (1932)
- Dance Pretty Lady (1932)
- To Brighton with Gladys (1933)
- As Good as New (1933)